# احمد مفتی‌زاده
احمد مفتی‌زاده (به کردی: ئەحمەدی موفتی زادە) (بهمن ۱۳۱۳ – ۲۰ بهمن ۱۳۷۱) مشهور به  علامه مفتی‌زاده متفکر مسلمان و اسلام‌شناس اهل ایران بود که در استان کردستان فعالیت داشت. او از رهبران و شخصیت‌های مذهبی سیاسی ایران به حساب می‌آید که مدتی طولانی را در زندان‌های حکومت محمدرضا پهلوی و جمهوری اسلامی سپری کرد. از بارزترین خواسته‌های او اصلاح در قانون اساسی و احیا نمودن حکومت شورایی در جوامع اسلامی و جامعه ایران بود. مفتی‌زاده بعد از اینکه متوجه شد که حکومت و گروه‌های غیر اسلامی به تعهدات خود عمل نکرده و از صفوف مردم سوء استفاده می‌کنند، موضوع را به آنها اعلام و از تاریخ آبان ماه ۱۳۵۸ صف مبارزات سیاسی خود را از آنها جدا می‌کند.

## شرح حال
احمد مفتی زاده در بهمن ماه سال ۱۳۱۳ خورشیدی در خانواده‌ای معروف به خانواده مفتی‌ در شهر سنندج متولد شد. مفتی زاده فرزند مفتی اعظم کردستان، محمود مفتی و وی نیز فرزند عبدالله دشه‌ای بود که اهل روستای دشه از توابع شهرستان پاوه بوده که بعدها در سنندج ساکن شدند. احمد مفتی زاده در مدارس سنتی آن زمان در مناطق کردنشین ایران و عراق از جمله در شهرهای سنندج، بیاره، سلیمانیه و غیره تحصیل نمود. در سال ۱۳۵۸ ه‍. ش، از سنندج به کرمانشاه نقل مکان کرد و همکاری مستقیم خود را با جمهوری اسلامی ایران در منطقه کردستان شروع کرد و پس از مدتی به تهران رفت. سرانجام در سال ۱۳۶۱ ه‍. ش، در تهران به دستور مستقیم سید روح‌الله خمینی زندانی شد و پس از ده سال زندانی شدن، مرخص شد که سه ماه پس از بستری شدن در بیمارستان آسیا در تهران و بعد از انجام یک عمل جراحی، در روز سه شنبه بیستم بهمن ماه سال ۱۳۷۱ ه‍. ش، درگذشت. پیکر او پس از انتقال به زادگاهش به خاک سپرده شد.

## اندیشهٔ دینی

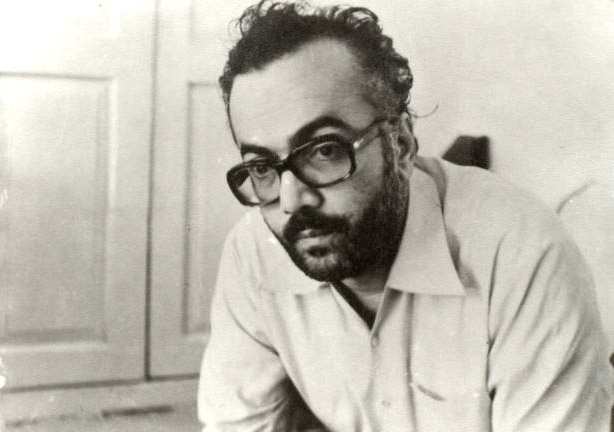
مفتی زاده

به نظر می‌رسد در سیر تفکرات مفتی زاده کسانی چون سید قطب، ابوالاعلی مودودی و تأثیراتی داشته‌اند. یکی از رویکردهای خاص و متدولوژیک مفتی زاده استفاده از زبان و ادبیات کردی در خلق شعر، برای تأثیرگذاری در آموزه‌های اخلاق دینی در بین هزاران نفر از پیروان و شاگردان خود بوده‌است. با آغاز دوران مبارزات انقلاب ایران جهت همسو نمودن اهل سنت ایران با انقلاب به تعبیر وی: «زود رَس»، برنامە اصلی خود را تعطیل کرد. عبور از این گذرگاه ضرورت و بعدا دوران ده سالهٔ زندان، عملاً ضربه ای هولناک بر پیکرهٔ مهندسی فکری وی وارد نمودند. در شناختن و پیمودن راهش شورایی به نام شورای مدیریت مکتب قرآن از طرف مسلمانان فعالیت دارند که قسمتی از کلیات آن در باب مسائل مهم اعتقادی، فکری، اخلاقی و عملی و نیز تبین اصول کلی حرکت دینی و وظایف و موارد مربوط است که هر مرحله را از منظر مفتی زاده به بحث و اجرا می‌گذارند.

### بخشی از اندیشه‌ها و آراء
□ نفوذ و سیطره سیاست‌ها و آمال ضداسلامی، حکومت اسلامی را دستخوش تحولی ارتجاعی بسیار خطرناک گردانید، و از همان روز که به جای حکومت شوری ودولت خلافت، حکومت خود کامه سلطنتی امویان قدرت را در دست گرفت، زمینه سقوط حکومت شوری ودولت خلافت و منتهی شدن این اختلاف‌ها به تفر ق وچند دستگی فراهم شد و عملاً، هم دین به صورت مذهب، درآمد و هم امت واحد به فرقه‌های مذهبی، تقسیم شد.

□ هر مذهب ترکیبی است از بعضی موازین دینی با بعضی مطالب دیگر؛ یعنی: امروز یک فرد مسلمان پیرو مذاهب موجود، پیرو مجموعه‌ای است که قسمتی از این مجموعه، از «اسلام» است، و قسمتی دیگر ازآن، خارج از اسلام :و هم چنین گفته‌ایم: که استنباط احکام گوناگون در هر زمان باید با تلاش و اجتهاد دانشمندان ذی‌صلاح و به طریق شورائی، صورت پذیرد که در آن صورت خداوند، آن را به عنوان حکم دینی می‌شناسد و می‌پذیرد.

□ اکنون مردم، به حکم ضرورت، بجز پیروی از مذاهب چاره‌ای ندارند و اصولاً افراد در هر حد علم و آگاهی، توانائی آن را ندارند که از اینهمه سدها و مانع‌های مذاهب بگذرند و اسلام راستین را بازیابند؛ و تکلیف مسلمانان در عین پیروی از مذاهب تحریک و وادار کردن دانشمندان به تلاش برای به وجود آوردن «شورای اسلامی»، می‌باشد.

□ و حال که اسلام با مفهوم کامل آن در دسترس نیست، بدیهی است، هیچ‌کدام از مذاهب موجود، به جای اسلام بحساب نمی‌آیند. بلکه شاخه هائی هستند با ترکیب از اسلام و غیر آن؛ و معنی اسلام شبهه و مسلمانی شبهه همین است؛ زیرا شبهه در مکتب ما یعنی: «موضوعی، یا مطلب یا حادثه‌ای باشد که مطلوب و پسندیده مکتب است. اما یا ضرورت، ویا اشتباه و امثال اینها، موجب آن شود، که یک مسلمان، آن را به جای صورت اصلی مطلوب بپذیرد.»

□... از این توضیح، به‌طور خلاصه و اشاره وار، این نتیجه را هم می‌گیریم، که: تکفیر بعضی از فرقه‌های اسلامی پایبند و معتقد به اصول عقاید اسلامی (هرچند به‌طور آشفته)، خلاف موازین اسلامی است، واگر مسلمانی بدون عمد، حتی توحیدش هم، آلود به انواع عقاید و طرز تفکرهای شرک آمیز باشد نه میتوایم عقیده‌اش را کفر شماریم، و نه خود او را کافر؛ زیرا متوجه شدیم که: کفر (یا نفاق و شرک و امثال اینها) عدم پذیرش قلبی و آگاهانه‌است، پس از حصول شناخت و معرفت. به هیمن ترتیب، می‌توانیم این نتیجه را هم بگیریم، که: ارتکاب رفتار و عمل‌های خلاف موازین اسلام راستین، اکر آگاهانه و عمدی و از روی قصور نباشد؛ و مرتکب نیز، گناهکار به حساب نمی‌آید…
□ تنها در صورتی می‌توانیم کسی را کافر"بخوانیم که دریابیم به نسبت او، حجت، تمام شده؛ یعنی آن اندازه، به اسلام و به مکتب و نظام مقابل آن آگاهی و شناخت یافته باشد، که مجموعاً، درستی اسلام و نادرستی نظام یا مکتب مخالف آن را درک کرده باشد، وبا اینحال، آگاهانه و با سوء نیّت، و به خاطر آمال و تعلّقات و روابطی که دارد، به مقابله با اسلام برخیزد، تا اینکه نور روشنگر و بیدارکننده آن را خاموش کند؛ و در تاریکی و جهل و ناآگاهی مردم، راه نادرست خود را ادامه دهد، اگر در شناساندن اسلام راستین به جامعه، یا حصول شناخت خصوصی برای فرد، تردید باشد، مخالفت اشخاص با اسلام- که به علّت نشناختن اسلام راستین است- کفر، بحساب نمی‌آید.

## مواضع
- اولین اعتراض به مسئولین حکومتی ۱۴ روز پس از پیروزی انقلاب در نامه ای تحت عنوان از انقلاب تا کودتا
- سرودن و سر دادن اشعاری همچون صلِّ علی محمد خمینی و کاک احمد.

و در مهر ماه ۱۳۵۸ خطاب به سران گفتند:
آقایان با این رویکردتان مدتی به اسلام ضربه می‌زنید اما بعد تشیع را چنان می‌کنید که تا قیامت قد علم نخواهد کرد.
- جزء مجتهدینی بود که فتوای ارتداد و سنگسار را قبول نداشت.[۱۲]
- طولانی‌ترین ایام را در انفرادی‌های زندان اوین به مدت قریب ۸ سال را داشته است.[نیازمند منبع]

## حزب مساوات اسلام
مفتی زاده پس از پیروزی انقلاب در سال ۱۳۵۷ حزب مساوات اسلامی را تأسیس کرد.

## نگارخانه

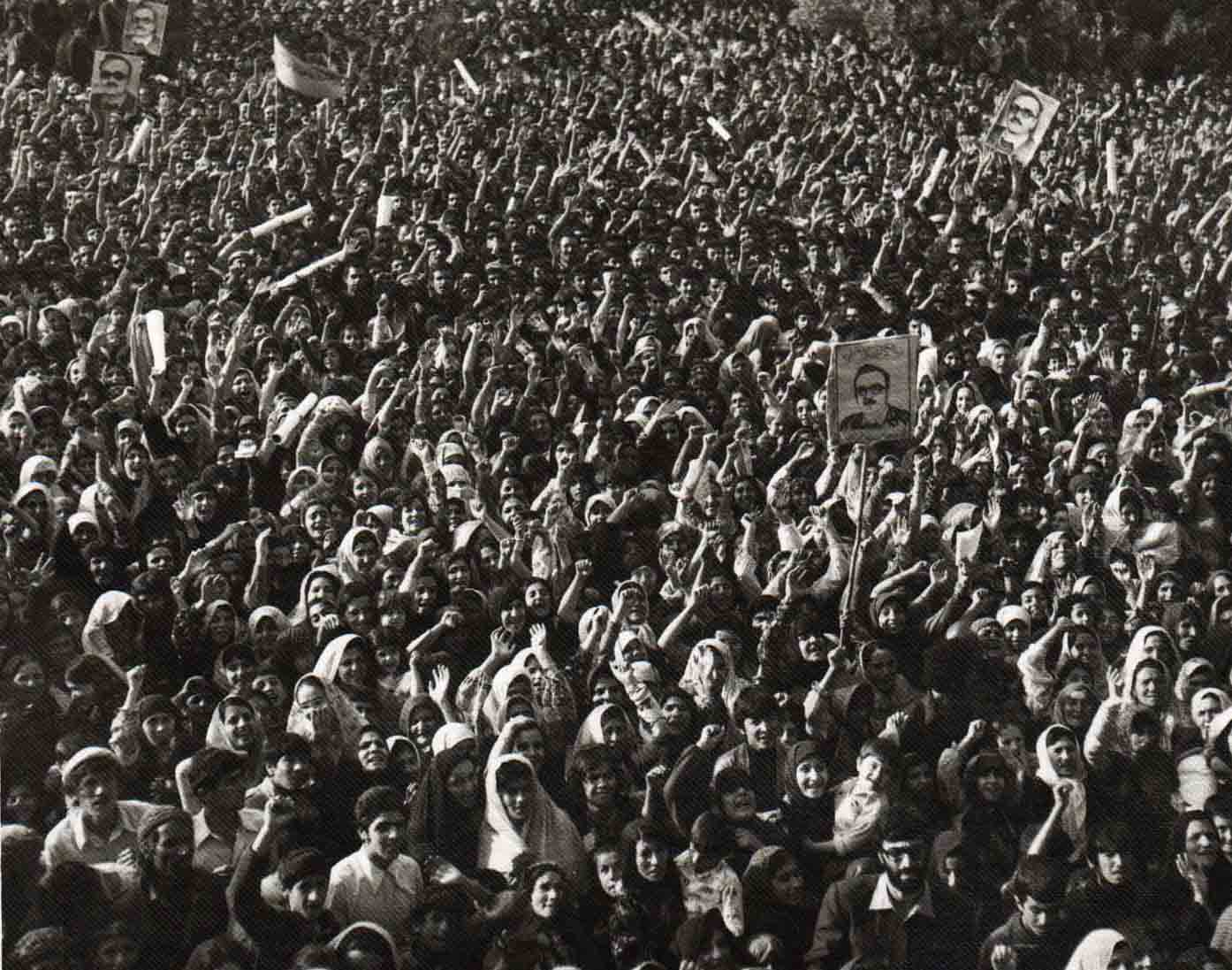
راهپیمایی قبل از انقلاب ۱۳۵۷ و تصاویر مفتی زاده
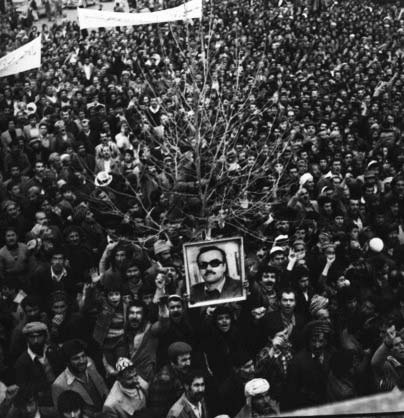
مراسم استقبال از مفتی زادە،  ۱۴ خرداد ۱۳۵۸
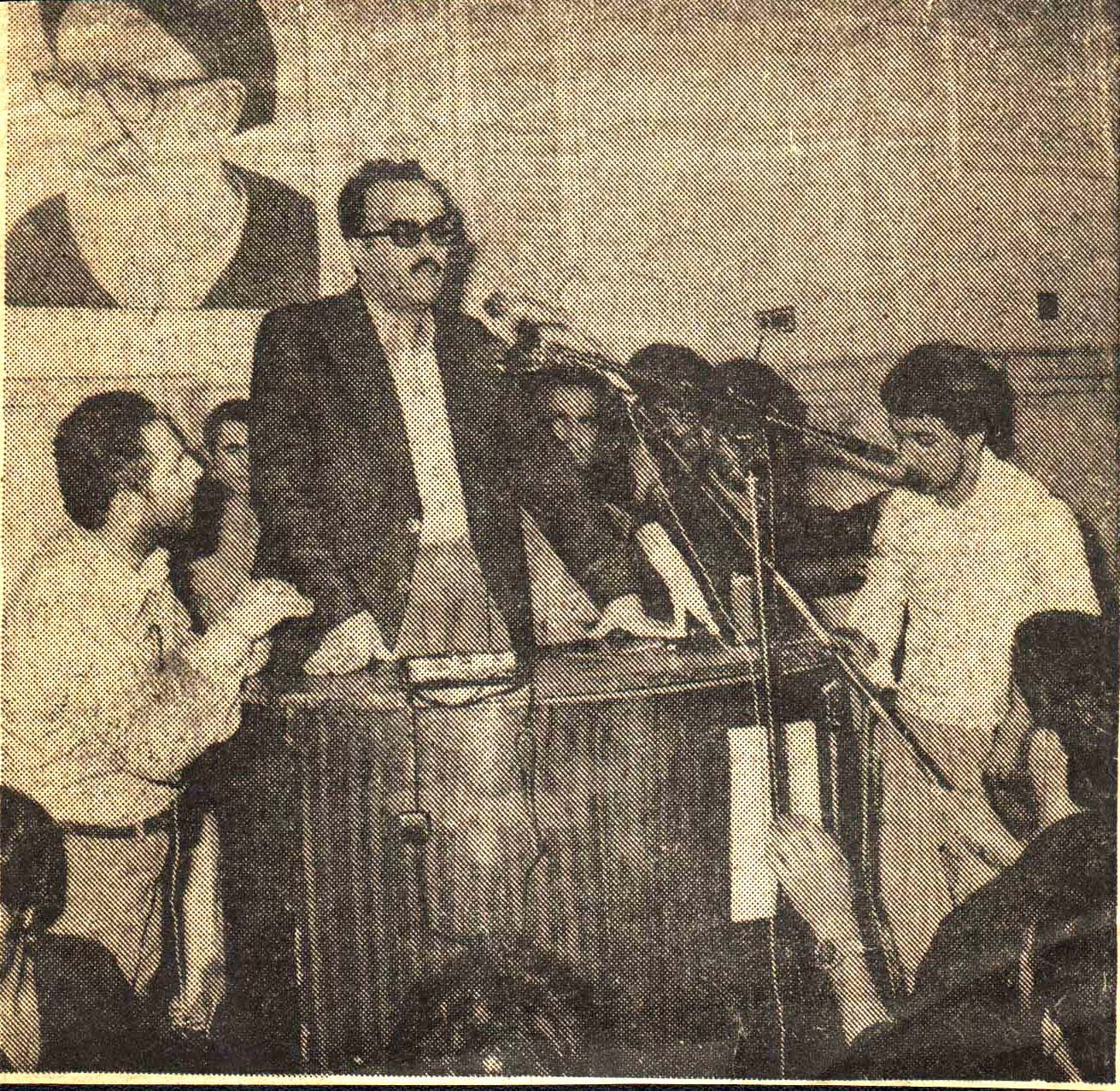
سخنرانی در مراسم بزرگداشت آیت الله طالقانی در مدرسه مطهری
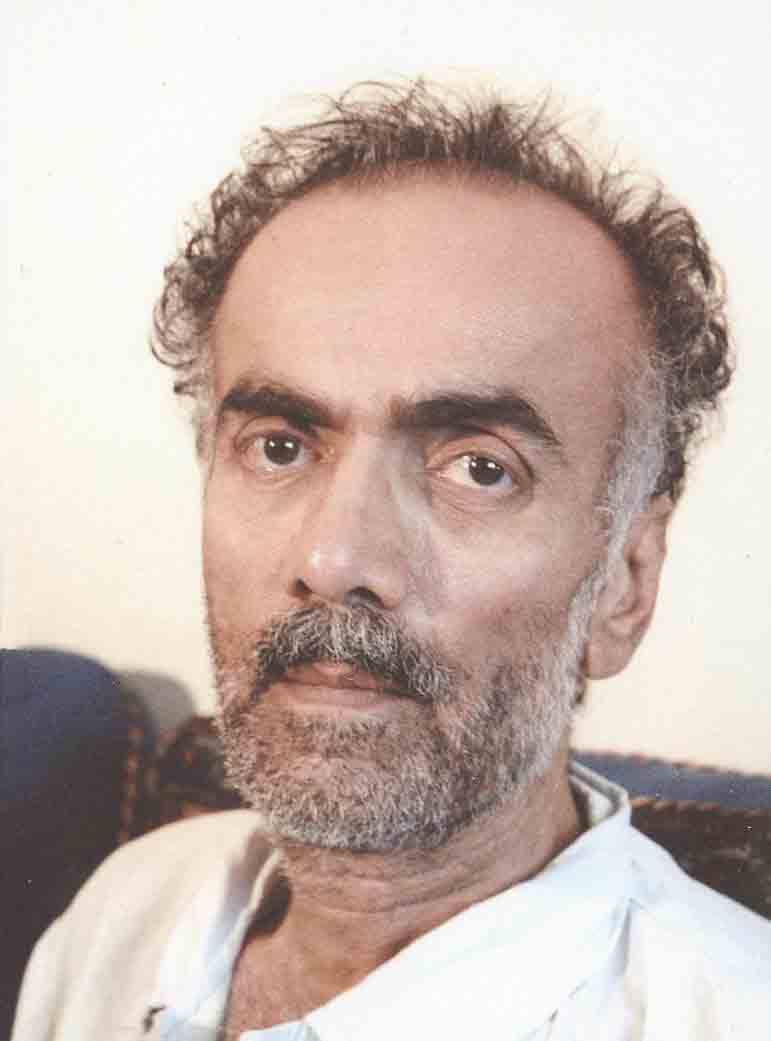
مفتی زاده بعد از زندان و اواخر عمر، ۱۳۷۱
مفتی زاده بعد از زندان

## آثار

### گزیده آثار مکتوب[۱۴]
- کتاب دربارهٔ کردستان
- حکومت اسلامی[۱۵]
- جزوه خداشناسی[۱۶]
- دین و انسان
- فطرت و هدایت[۱۷]
- کتاب وحدت اسلامی[۱۸]
- فطرت و هدایت[۱۹]
- اهتمام به شوری
- پرورش و آموزش
- مجموعه اشعار،[۲۰] مقالات، نامه‌های پراکنده
- انتشار روزنامه کردستان همراه با دکتر محمد صدیق مفتی زاده و نوشتن مقالات متعدد در آن.

### گزیده آثار صوتی به زبان فارسی[۱۴]
- مالکیت خصوصی در رابطه با توحید
- محراب و تفسیر آیه اطیعوا الله و اطیعوا الرسول
- انقلاب حسینی
- دربارهٔ انقلاب فرهنگی (مسجد جامع)
- اقتصاد اسلامی
- سخنرانی در وزارت امور خارجه
- پیدایش مذهب و کارگزاران تاریخ
- سؤال و جواب در مورد مسایل مهم اسلامی
- سخنرانی دربارهٔ دیالکتیک اسلامی[۲۱]
- درس دین و انسان(۱ تا ۶)۱۸نوار کاست.
- بیش از ۳۰۰ کاست صوتی به زبان‌های کردی و فارسی که شامل گنجینه‌ای نایاب در زمینه‌های تفسیر قرآن، مسائل عقیدتی، عبادات و حکمتهای آن، سیستم‌های فکری، اقتصادی و سیاسی اسلام و علوم اسلامی مانند علوم قرآنی، پرورشی و خانوادگی به یادگار مانده‌است.

### گزیده آثار تصویری[۱۴]
- تبیین کفر و ایمان
- هنر ذوق جمال دوستی و تفاوت حرف ذهن با حرف قلب
- مراسم مولودی و سخنرانی: نفی امتیازات و منع هرگونه لقب و امتیازی برای خود
- بحث وطن دوستی و دلایل منع کار سیاسی
- عوامل شخصیت سازو قدرت اراده و شرح تحول شخصیتی
- بحث خوف و امید و ارزیابی پیشرفتهای امروز
- تفسیر آیه ۷۱سوره احزاب و بیان سه عامل برای نوشتن اشعار در زندان
- تدریس شعر "کریوهٔ هه واً و شعر عربی دارالهوی
- پیام بعد از مرخص شدن

### گزیده آثار صوتی به زبان فارسی[۱۴]
- مالکیت خصوصی در رابطه با توحید
- محراب و تفسیر آیه اطیعوا الله و اطیعوا الرسول
- انقلاب حسینی
- دربارهٔ انقلاب فرهنگی (مسجد جامع)
- اقتصاد اسلامی
- سخنرانی در وزارت امور خارجه
- پیدایش مذهب و کارگزاران تاریخ
- سؤال و جواب در مورد مسایل مهم اسلامی
- سخنرانی دربارهٔ دیالکتیک اسلامی[۲۲]
- درس دین و انسان(۱ تا ۶)۱۸نوار کاست.
- بیش از ۳۰۰ کاست صوتی به زبان‌های کردی و فارسی که شامل گنجینه‌ای نایاب در زمینه‌های تفسیر قرآن، مسائل عقیدتی، عبادات و حکمتهای آن، سیستم‌های فکری، اقتصادی و سیاسی اسلام و علوم اسلامی مانند علوم قرآنی، پرورشی و خانوادگی به یادگار مانده‌است.

### گزیده آثار تصویری[۱۴]
- تبیین کفر و ایمان
- هنر ذوق جمال دوستی و تفاوت حرف ذهن با حرف قلب
- مراسم مولودی و سخنرانی: نفی امتیازات و منع هرگونه لقب و امتیازی برای خود
- بحث وطن دوستی و دلایل منع کار سیاسی
- عوامل شخصیت سازو قدرت اراده و شرح تحول شخصیتی
- بحث خوف و امید و ارزیابی پیشرفتهای امروز
- تفسیر آیه ۷۱سوره احزاب و بیان سه عامل برای نوشتن اشعار در زندان
- تدریس شعر "کڕێوەی هەوا و شعر عربی دارالهوی
- پیام بعد از مرخص شدن